# كوروزوكا
كوروزوكا (باليابانية: 黒塚، بالروماجي: Kurozuka)
هي رواية يابانية من تأليف باكو يوميماكورا، نشرت في 25 أغسطس عام 2000. اقتبست إلى مانغا، نشرت من قبل شوئيشا في مجلة أوه سوبر جمب، في 2003 حتى 2006، أنتجت إلى أنمي تلفزيوني من قبل استوديو مادهاوس، عرض الأنمي في 7 أكتوبر عام 2008 واستمر عرضه حتى 23 ديسمبر عام 2008، وتكون 12 حلقة.

## القصة
تدور أحداث القصة في القرن الثاني عشر في اليابان، عن كورو وتابعه بينكي، أثناء تجولهما في الجبال، يجندان منزلًا، تعيش فيه امرأة جميلة وغامضة تدعى كوروميتسو، وبسبب جمالها يقع كورو في الحبها، ويكتشف إنها مصاصة دماء خالدة.

## الشخصيات
كورو (باليابانية: クロウ، بالروماجي: Kuro)
مؤدي الصوت: مامورو ميانو
كوروميتسو (باليابانية: 黒蜜، بالروماجي: Kuromitsu)
مؤدية الصوت: رومي باكو
بينكي (باليابانية: 弁慶، بالروماجي:  Benkei)
مؤدي الصوت: جوجي ناكاتا
كاروتا (باليابانية: 歌留多، بالروماجي:  Karuta)
مؤدي الصوت: كيجي فوجيوارا
كوؤن (باليابانية: 久遠، بالروماجي:  Kuon)
مؤدي الصوت: ميو إيرينو
إيزانا (باليابانية: 居座魚، بالروماجي: Izana)
مؤدي الصوت: كازوهيكو إينوي
سانيوا (باليابانية: 沙仁輪، بالروماجي: Saniwa)
مؤدية الصوت: توشيكو فوجيتا
كوروماسو (باليابانية: 車僧، بالروماجي: Kurumasou)
مؤدي الصوت: بانجو غينغا
راي (باليابانية: ライ، بالروماجي: Rai)
مؤدية الصوت: هوكو كواشيما
كاغيتسو (باليابانية: 花月، بالروماجي: Kagetsu)
مؤدي الصوت: كاوري ياماغاتا
تونبا (باليابانية: トンバ، بالروماجي: Tonba)
مؤدي الصوت: كين أو
هاسيغاوا (باليابانية: 長谷川، بالروماجي: Hasegawa)
مؤدي الصوت: تورو أوكاوا
أراشياما (باليابانية: 嵐山، بالروماجي: Arashiyama)
مؤدي الصوت: شينيتشيرو ميكي
مان أن بلاك (باليابانية: 黒づくめの男)
مؤدي الصوت: جونبي تاكيغوتشي

## وصلات خارجية
- موقع الأنمي الرسمي (باليابانية)